# Ranca
Ranca (albanska: Rance/a, (serbiska: Rance,) är en by i Kosovo. Den ligger i kommunen Shtime. Enligt den senaste folkräkningen år 2011 fanns det 122 invånare.

## Demografi
| Demografi | 2011 |
| --------- | ---- |
| albaner   | 122  |